# Фокер D.XVII
Фокер D.XVII је холандски ловачки авион. Авион је први пут полетео 1932. године. 

## Наоружање
Авион је био наоружан са два синхронизована митраљеза који су се налазила испред пилота на горњој страни трупа и пуцала су кроз обртно поље елисе. Митраљези су се налазили у хаптичком пољу пилота тако да је могао да интервенише у случају застоја у паљби.
| Наоружање авиона: Фокер        |                      |
| Ватрено (стрељачко) наоружање  |                      |
| Топ                            |                      |
| Митраљез                       |                      |
| Број и ознака митраљеза        | 2 x FN Browning M.36 |
| Број метака                    | 600 по митраљезу     |
| Калибар                        | 7,92                 |
| Бомбардерско наоружање (бомбе) |                      |
| Ракетно наоружање (ракете)     |                      |

## Земље које су користиле авион
- Холандија